# Улица Жуковка (Казань)
Улица Жуковка  (тат. Жуковка урамы, Jukovka uramı) — улица в историческом районе Адмиралтейская слобода Кировского района Казани.

## География
Пересекается со следующими улицами:
- Речная улица
- Кожевенная улица

До конца XX — начала XXI века пересекалась также с улицами Клары Цеткин, Мало-Московская и Красного Химика.

## История
Возникла не позднее 2-й половины XIX века. До революции 1917 года имела то же название и относилась к 6-й полицейской части. Является одной из немногих дореволюционных улиц, не переименовывавшихся в советское время.
В середине 1930-х годов на улице была построена Казанская галантерейная фабрика НКМП ТАССР, куда в годы немeцко-советской войны была эвакуирована Московская лентоткацкая фабрика НКЛП РСФСР. Фабрика сменила несколько названий и была закрыта в 2017 году.
На 1939 год на улице имелось около 40 домовладений: №№ 1–5/32, 9–27/8 по нечётной стороне и №№ 2–4, 8–40/2 и 44 по чётной.
В первые годы советской власти административно относилась к 6-й части города; после введения в городе административных районов относилась к Заречному (с 1931 года Пролетарскому, с 1935 года Кировскому) району.

## Известные жители
На улице проживал археолог, один из учредителей ОАИЭ при Казанском университете Пётр Пономарёв.

## Примечательные объекты
- № 1 — жилой дом лентоткацкой фабрики № 13 (1960 год).[21]

### Комментарии
1. ↑  арабица: ژوكۈفكا ورامىٰ, яналиф: Ƶukofka uramь